# 多鱗蜥形脂鯉
多鱗蜥形脂鯉，為輻鰭魚綱脂鯉目脂鯉亞目脂鯉科的其中一個種。分布於南美洲马代拉河及普魯斯河流域，體長可達8.4公分，棲息在底中層水域，生活習性不明。
其种加词“polylepis”意为“多鳞的”。